# Бнинский, Константин
Константин Бни́нский (пол. Konstanty Bniński; 11 марта 1730 — 30 октября 1810) — польский шляхтич, маршалок Главного Коронного трибунала в 1767 году, староста муржиновский в 1764 году, посол на сейм избирательный 1764, сенатор, каштелян эльблонгский с 1770 года, последний каштелян хелминский (в период Четырехлетнего Сейма), консуляр Тарговицкой конфедерации от Познанского воеводства в 1792 году.
Кавалер Орденов Белого Орла и Святого Станислава.

## Биография
Представитель польского дворянского рода Бнинских герба «Лодзя». Сын каштеляна накельского Войцеха Бнинского (ок. 1710—1755) и Виктории Свенцицкой (ок. 1690 — до 1747), дочери Войцеха Свенцицкого.
Проживал в Самостшеле. В 1764 году Константин Бнинский был депутатом избирательный сейм от Калишского воеводства, где поддержал кандидатуру Станислава Августа Понятовского на польский престол. В 1767 году был маршалком Коронного трибунала. С 1770 года был каштеляном эльблонгским, а с 1772 года — каштеляном хелминским. Стал консуляром (советником) пророссийской Тарговицкой конфедерации.
Король Станислав Августа Понятовский продолжал ему орден Святого Станислава в 1775 году, а в 1778 году Орден Белого Орла.
Первой женой Константина Бнинского была Бригида Залусская (ок. 1730 — 5 февраля 1770), дочь Яна Проспера Залусского (ок. 1700—1745). У них было по меньшей мере четверо детей:
- Юзеф Бнинский (ок. 1748—1773)
- Виктория Бнинская (ок. 1750—1806), 1-й муж с 1780 года — Станислав Сераковский; 2-й муж с 1784 года генерал Ян Александр Крашевский (1730—1786); 3-й муж с 1792 года Антоний Сераковский
- Виридиана Бнинская
- Непомуцен Бнинский (1754 — 6 июня 1817)
- Франсиска Бнинская (ок. 1760 — 22 марта 1810), жена с 1782 года Игнацы Бнинского (1743—1804), мать Александра Станислава Бнинского.

В 1787 году Константин Бнинский вторым браком женился на Франциске Сливицкой (1756—1798), дочери Доминика Сливицкого, от брака с которой у него было двое детей:
- Юзеф Януарий Бнинский (19 сентября 1787 — 6 июля 1846), женат на Марии Гасиоровской (1793—1840), отец Игнацы Юзефа и Константина Бнинского
- Марианна Бнинская (ок. 1790 — после 1814)